# Сенотерапевтики
Сенотерапевтики (англ. Senotherapeutics) — это лечебные средства или стратегии, предназначенные для лечения клеточного старения.
К сенотерапевтикам относятся:
1. геропротекторы — средства для профилактики старения путём ослабления таких триггеров старения как: повреждение ДНК , окислительный стресс, протеотоксический стресс, повреждение теломер.
К числу геропротекторов следует также отнести геронейропротекторы такие как фисетин, куркумин, монтелукаст и их производные, такие как CMS121, получаемый из фисетина, и J147, получаемый из куркумина
2. агенты, препятствующие секреции SASP (senescence‐associated secretory phenotype), так называемые сеноморфики (senomorphics), включая:
- глюкокортикоиды[13],
- статины, такие как симвастатин[14]
- ингибиторы JAK1/2 такие как Ruxolitinib[15][16],
- NF-κB и p38,
- IL-1α и IL-6 блокаторы. Такие как например квебекол[англ.] или изоквебекол[17],
- активаторы процессов удаления митохондрий[18] и т. д.;

3. средства / стратегии предназначенные для уничтожения постаревших клеток: сенолитики — малые молекулы, которые специфически индуцируют гибель стареющих клеток, антитела и опосредованная ими доставка лекарств, агенты, которые могут препятствовать ослаблению иммунной системы при старении, клетки иммунной системы (NK-клетки, В-клетки, Т-клетки).
4. Препараты, которые подавляют фенотип старения у клеток не вызывая изменения количества клеток, называют сеноморфиками  Примером подобных веществ может служить SR12343
5. средства / стратегии генной терапии предназначенные для редактирования генов организма с целью повышения его устойчивости к старению, старческим заболеваниям и продления его жизни.